# یواس‌اس گریلینگ (اس‌اس‌ان-۶۴۶)
یواس‌اس گریلینگ (اس‌اس‌ان-۶۴۶) (به انگلیسی: USS Grayling (SSN-646)) یک زیردریایی بود که طول آن ۲۸۹ فوت (۸۸ متر) بود. این زیردریایی در سال ۱۹۶۷ ساخته شد.